# Líquid preejaculatori

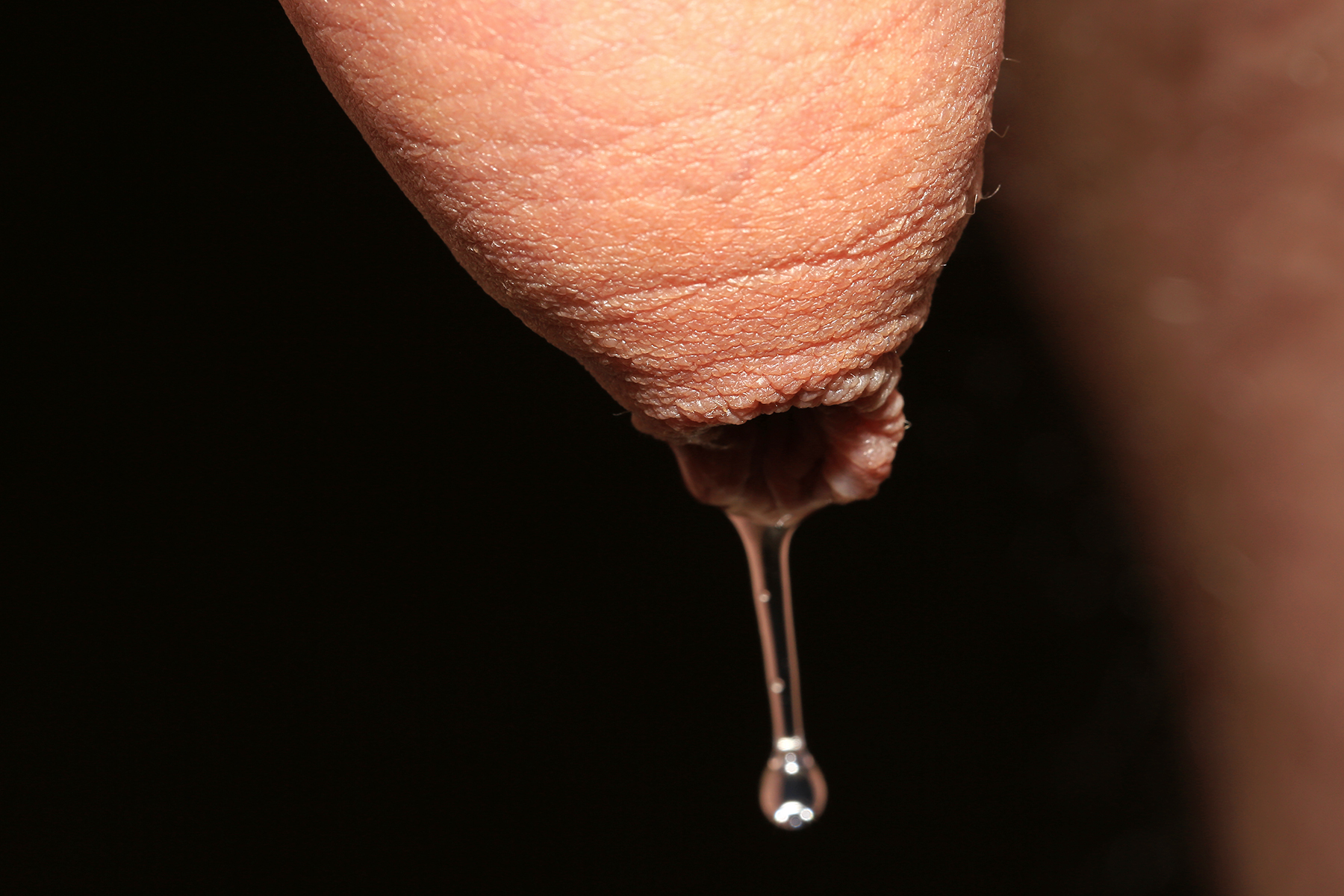
Penis humà no circumcidat amb secreció de líquid preejaculatori

El líquid preejaculatori (o líquid preseminal, o líquid de Cowper; i, col·loquialment, xerigot) és un líquid viscós i incolor secretat per les glàndules de Cowper i emès per la uretra de l'home, involuntàriament, en produir-se l'excitació sexual (sigui per masturbació, preliminars o inici de coit), abans d'atènyer l'orgasme i d'expulsar l'esperma en el curs de l'ejaculació. La seva composició és similar a la de l'esperma, però amb divergències químicament significatives.
El líquid preejaculatori té diverses funcions: protegeix els espermatozoides envers les restes d'orina del canal uretral i envers l'acidesa vaginal; facilita el coit, així com el moviment del prepuci sobre el gland; i té un paper positiu en la coagulació de l'esperma.
La quantitat de líquid preejaculatori secretada varia molt segons els individus; n'hi ha que no en produeixen gens, mentre que alguns arriben a expulsar-ne 5 ml.
Segons els estudis existents, no és segur que el líquid preejaculatori contingui espermatozoides; emperò, sí que consta que en homes seropositius pot contenir VIH, i, doncs, és susceptible de transmetre la Sida.

## Origen i composició

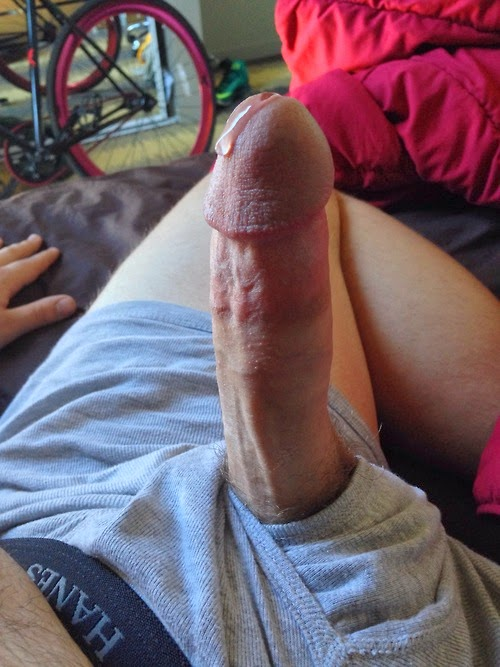
Líquid preejaculatori sobre el gland en penis circumcidat

El fluid s'expulsa durant l'edat adulta, la masturbació, els jocs sexuals o en una fase primerenca durant l'acte sexual. Es pot expulsar abans que l'home hagi assolit totalment l'orgasme. La substància es produïda principalment per les glàndules bulbouretrals (glàndules de Cowper) juntament amb les glàndules de Littre (lès glàndules de la làmina pròpia de l'uretra, que és la secretora de moc) i que també hi contribueix.
La quantitat de líquid que els homes expulsen varia àmpliament segons la persona. Alguns homes no produeixen cap mena de fluid preejaculatori, mentre d'altres poden arribar a emetre fins a 5 ml.
El líquid conté algunes substàncies similars a les que conté l'esperma, com ara la fosfata àcida; mentre que altres substàncies presents al semen, com ara la gamma-glutamiltranspeptidasa no apareixen en el líquid preejaculatori.

## Funció
Els ambients àcids són hostils per a l'esperma. El fluid preejaculatori neutralitza l'acidesa residual a l'uretra causada per l'orina, creant doncs un entorn més favorable per a la supervivència dels espermatozous. Normalment la vagina és àcida, aleshores el dipòsit de líquid preejaculatori (abans de l'expulsió de l'esperma) pot modificar l'ambient vaginal per a promoure la supervivència dels espermatozous.
El líquid preejaculatori també actua com a lubricant natural durant l'activitat sexual i les postures sexuals i té un paper important en la coagulació del semen.

## Riscs i controvèrsies
Alguns estudis han demostrat la presència del virus VIH en la majoria de les mostres analitzades provinents d'homes infectats. La infecció amb VIH pot conduir a un Síndrome d'immunodeficiència adquirida, així doncs, es pot considerar el fluid preseminal com un possible vector de transmissió del virus.
Una creença popular que prové d'un estudi de Masters i Johnson de l'any 1966 diu que el fluid preejaculatori conté espermatozous que poden causar l'embaràs. Això és un dels arguments emprats en contra de l'ús del coitus interruptus com a mètode anticonceptiu. Sobre aquest punt ha sorgit en els darrers anys una certa polèmica, ja que en estudis de diferents grups d'investigació s'ha trobat alternativament tant la presència com l'absència d'espermatozous. Tant en un com en l'altre sentit és necessari prendre una postura escèptica, ja que cap dels estudis s'ha realitzat amb una mostra prou gran d'individus com per assegurar un mínim grau d'exactitud estadística, i en la majoria d'ells no s'han estandarditzat les condicions de recol·lecció i conservació de les mostres abans de l'anàlisi.

## Producció excessiva
En alguns casos poc comuns un home pot produir quantitats tan grans de líquid preseminal que arribi a ser causa de vergonya o incomoditat. Un report indica que un petit nombre d'aquests homes van obtenir un resultat satisfactori quan van ser tractats amb un inhibidor de la 5-alfa-reductasa.
En aquests casos especials, un metge especialista podria recomanar considerar un diagnòstic diferencial per a descartar una possible prostatorrea, és a dir, l'emissió de secrecions prostàtiques durant l'esforç d'orinar o defecar.

## Consideracions religioses
A la religió de l'islam es recomana un ritual de purificació una vegada emès el líquid preejaculatori. Aquest ritual consisteix en rentar les àrees afectades (inclosa la roba) amb aigua. El líquid preseminal requereix una rentada i ablucions abans de la pregària. Malgrat tot, a diferència del semen no requereix el bany ritual que procedeix a l'ejaculació. Per a moltes altres religions, el líquid preejaculatori no té cap importància.